# آرایه‌شناسی
آرایه‌شناسی یا آرایه‌بندی (به انگلیسی: Taxonomy)، همان کاربرد و دانش «رده‌بندی بر اساس مجموعه‌های گسسته» است. آرایه‌بندی به رده‌بندی اشیا و مفاهیم اشاره دارد، همچنین این واژه به قوانین بنیادین عمل رده‌بندی هم ارجاع دارد. واحد آرایه‌بندی، یک آرایه (به انگلیسی: taxa یا taxon) است. بیشتر آرایه‌بندی‌ها ساختار سلسله‌مراتبی دارند ولی لازم نیست حتماً این موضوع برقرار باشد، یعنی مثلاً یک آرایه‌بندی می‌تواند ساختار شبکه‌ای داشته باشد. آرایه‌بندی با جزءبندی متفاوت است، جزءبندی نیز نوعی رده‌بندی است ولی دربارهٔ «رده‌بندی جزءهای یک کل» به کار می‌رود.
ریشه کلمه انگلیسی تاکسونومی به زبان یونانی برمی‌گردد: «τάξις یا taxis» یعنی آرایه یا ترتیب و «νόμος یا nomos» یعنی قانون یا دانش.

## کاربردها
در اصل واژه آرایه‌بندی به طبقه‌بندی موجودات زنده - که امروزه آن را به «آرایه‌بندی آلفا» نیز شناسند - اشاره می‌داشت، با این وجود، امروز این واژه به مفهوم فراختر و عمومی‌تری کاربرد دارد و می‌تواند به دسته‌بندی هر چیزی و نیز به اصولی که متضمن چنین دسته‌بندی‌ای می‌باشد، دلالت کند.
تقریباً برای همهٔ موجودات جاندار، بی‌جان، مکان‌ها، فکرها، عقیده‌ها، وقایع، محتویات و رابطه‌ها و… این امکان هست که بر اساس رَویه‌ای آرایه‌بندی طبقه‌بندی بشود.
این واژه همچنین ممکن است به رویه‌های خویشاوندی‌ای به جز سلسله مراتب پدر-فرزندی، مانند ساختارشبکه، با نوع دیگری از رابطه‌ها بکار بسته شود. آرایه‌بندی ممکن است شامل تک فرزند با چند تا از والدین باشد؛ برای مثال ماشین شاید با دو والدین به نظر برسد: یکی «وسیله نقلیه» و دیگری «ساختار پولادی» درهرصورت این فقط به این معنی است که ماشین یک بخش از چندین آرایه‌بندی مختلف است. یک آرایه‌بندی شاید همچنین یک سازمان ساده‌ای از انواع چیزهایی در یک گروه یا حتی یک سیاههٔ الفبایی باشد. اما اصطلاح واژگان (Vocabulary) برای چنین سیاهه‌ای مناسبتر است. در کاربرد
رایج در مدیریت دانش، آرایه‌بندی‌ها نسبت به هستی‌شناسی‌ها که دربارهٔ گونه‌گونی بیشتری از انواع رابطهٔ به کار می‌رود، کمتر دیده می‌شوند.
از دیدگاه ریاضی، یک آرایه‌بندی سلسله مراتبی، یک ساختار درختی از دسته‌بندی‌هایی برای مجموعه‌ای از اشیاء داده شده است که سلسله مراتب محدود نیز نامیده می‌شود. در بالای (سر) این ساختار یک رده‌بندی منفرد وجود دارد (گره ریشه‌ای یا root node)، که برای همهٔ اشیاء به کار می‌رود.
گره‌های زیر این ریشه بیشتر رده‌بندی خاصی هستند که برای زیرمجموعه‌های مجموعهٔ شامل تمام اشیاء رده‌بندی شده بکار بسته می‌شوند؛ بنابراین برای مثال در رَویه‌های معمولیِ رده‌بندی علمی جانداران، ریشه که اندامگان (ارگانیسم) نامیده می‌شود، با گره‌هایی (nodes) برای طبقهٔ آرایه‌شناختی دنبال می‌شود: دامنه، فرمانرو، شاخه، رده و…

## آرایه‌بندی و طبقه‌بندی ذهنی

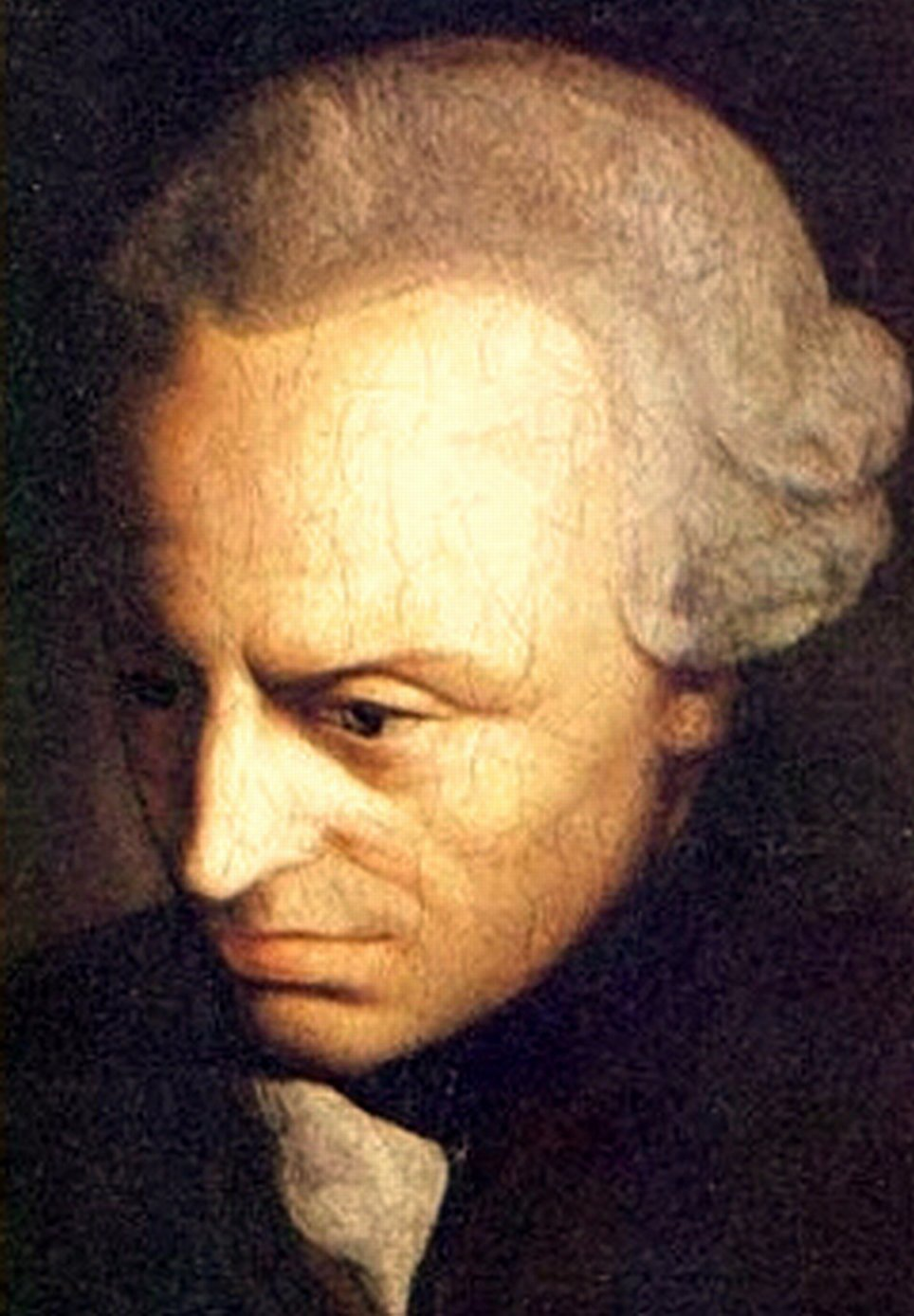
تصویری از امانوئل کانت فیلسوف آلمانی سدهٔ ۱۸ (میلادی)

یک سری بر این عقیده هستند که ذهن انسان به‌طور طبیعی دانش خود پیرامون جهان را به صورت چنین سامانه‌هایی سازمان‌دهی می‌کند. این نگر بیشتر بر معرفت‌شناسی امانوئل کانت استوار شده است. انسان‌شناس‌ها مشاهده کرده‌اند که آرایه‌بندی‌ها معمولاً درون سامانه‌های اجتماعی و فرهنگی محلی جاسازی می‌شوند و در خدمت نقش‌های اجتماعی مختلفی قرار می‌گیرند. شاید مشهورترین و بانفوذترین مطالعهٔ «آرایه‌شناسی‌های مردمی» (Folk Taxonomies)، «شکل‌های ابتدایی زندگی مذهبی» اثر جامعه‌شناس فرانسوی امیل دورکیم باشد.

## آرایه‌بندی‌ها مختلف
آرایه‌شناسی لینه‌ای، آشناترین این دست سامانه‌ها برای غیر آرایه‌شناسان است.

در آرایه‌شناسی شاخه‌بندی، ارگانیسم‌ها به Cladeهایی طبقه‌بندی می‌شوند که با گروه‌بندی آرایه‌ها با استفاده از خصیصه‌های اشتقاقی (برگرفته)، کشف می‌شوند. با استفاده از Cladeها به عنوان معیارهای جداسازی، آرایه‌شناسی شاخه‌بندی، به کمک کلادوگرام‌ها، می‌تواند آرایه‌ها را به صورت گروه‌های رتبه‌نیافته رده‌بندی کند. این آرایه‌شناسی، منحصراً بر پایهٔ شاخه‌بندی (هم‌نیایی) است.

## آرایه‌بندی‌های غیرعلمی
آرایه‌بندی‌های دیگری، همچون آن‌ها که توسط امیل دورکیم و لِوی-استراوس (Lévi-Strauss) تحلیل شدند، گاه «آرایه‌بندی‌های مردمی» (Folk Taxonomies) خوانده می‌شوند تا آن‌ها را از آرایه‌بندی‌های علمی که به جای ساختمان جسمی و وضعیت ظاهری بر خویشاوندی‌ها و نسبت‌های تکاملی تمرکز دارند، تمییز دهند. هرچند، اصطلاح جدید و برساختهٔ رده‌بندی مردمی آشکارا از به‌هم‌آمیختن دو پارهٔ اصطلاح «آرایه‌شناسی مردمی» (Folk Taxonomies) به وجود آمده است، نباید این دو اصطلاح را با هم اشتباه گرفت. Fauxonomy (برساخته از faux فرانسوی به معنای نادرست، دروغین) نیز اصطلاح برساخته و هجوآمیز نویی است که در انتقاد به کمی توافق و همخوانی «آرایه‌بندی‌های مردمی» با یافته‌های علمی، به کار برده می‌شود.